# Dorcatoma chrysomelina
Dorcatoma chrysomelina là một loài bọ cánh cứng thuộc chi Dorcatoma trong họ Ptinidae.